# Jojong-myeon
Jojong-myeon (koreanska: 조종면) är en socken i kommunen Gapyeong-gun i provinsen Gyeonggi i den norra delen av Sydkorea, 45 km nordost om huvudstaden Seoul. Före den 16 december 2015 hette socknen Ha-myeon (하면).